# Tampereen Sähkölaitos
Tampereen Sähkölaitos Oy est un producteur d'énergie appartenant a la ville de Tampere en Finlande.

## Présentation
Tampereen Sähkölaitos Oy est une société qui produit et vend de l'électricité, du chauffage urbain et du refroidissement urbain à des clients privés et professionnels, principalement dans le Pirkanmaa. 
Son siège est situé dans le quartier de Ratina, près du centre de Tampere.

## Centrales électriques
| # | Centrale       | puissance électrique | puissance thermique | Adresse              | Réf.  |
| - | -------------- | -------------------- | ------------------- | -------------------- | ----- |
| N | Naistenlahti 1 | 129 MW               | 144 MW              | Rauhaniementie 13b   | [ 2 ] |
| N | Naistenlahti 2 | 60 MW                | 120 MW              | Rauhaniementie 13b   | [ 2 ] |
| L | Lielahti       | 147 MW               | 160 MW              | Rahtimiehenkatu 7    | [ 2 ] |
| H | Tarastenjärvi  | 11,4 MW              | 34 MW               | Hyötyvoimankuja 1    | [ 2 ] |
| C | Tammerkoski    | 8,7 MW               |                     | Satakunnankatu 13b   | [ 2 ] |
| T | Tampella       | 3,3 MW               |                     | Alaverstaanraitti 1e | [ 2 ] |
| F | Finlayson      | 4,4 MW               |                     | Kanavanraitti 12     | [ 2 ] |

## Galerie

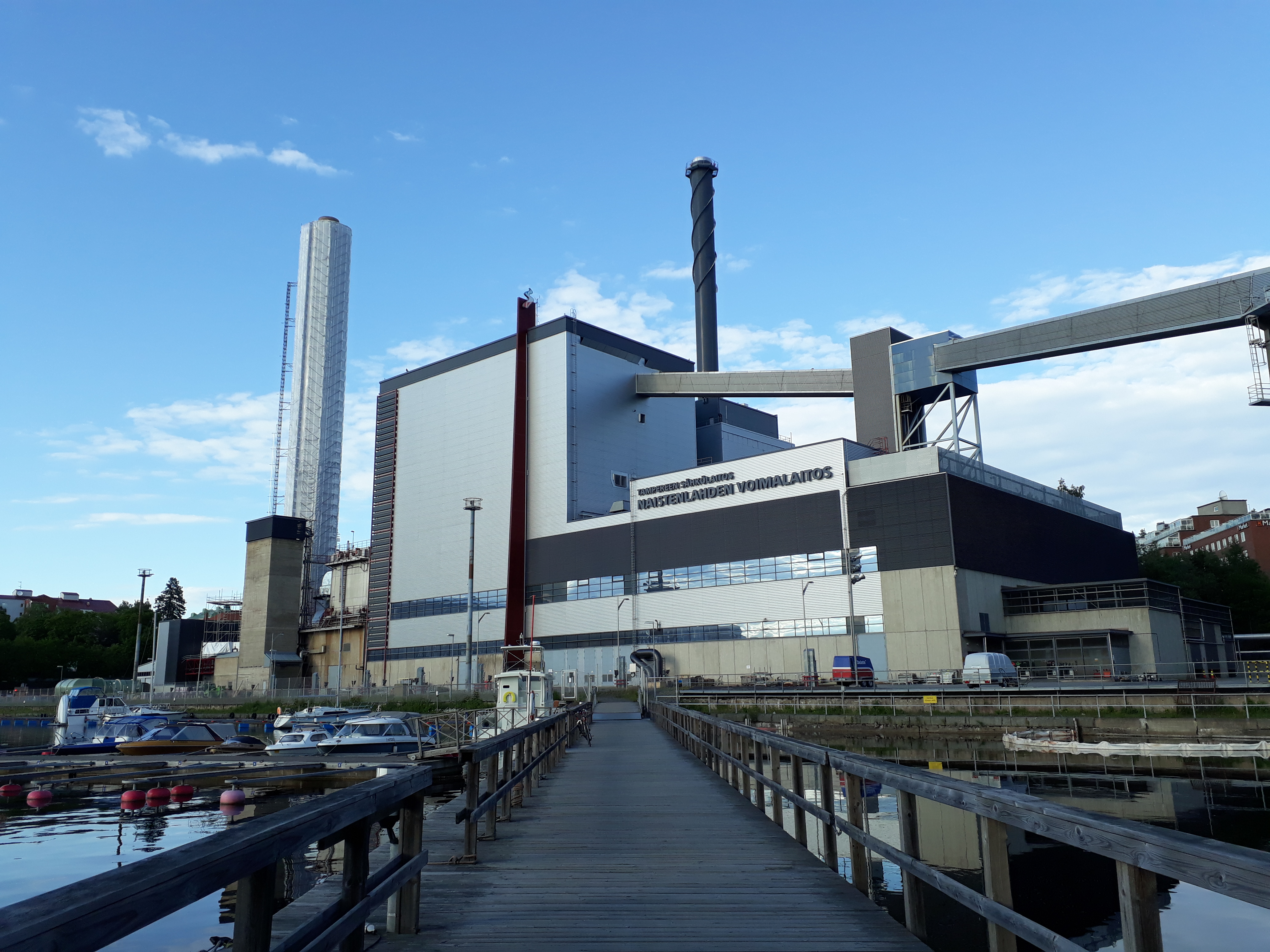
Centrale de Naistenlahti.
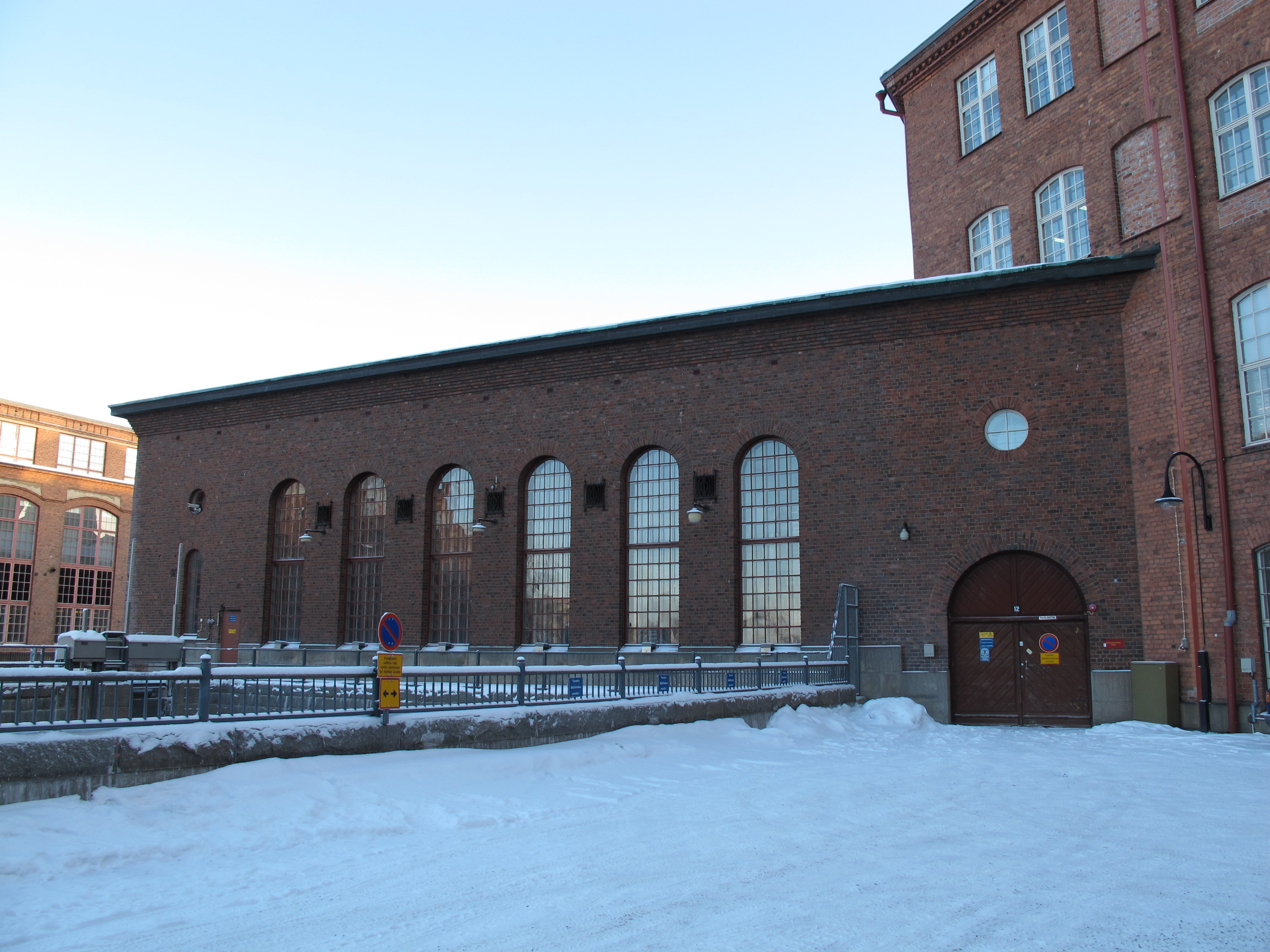
Centrale de Finlayson.
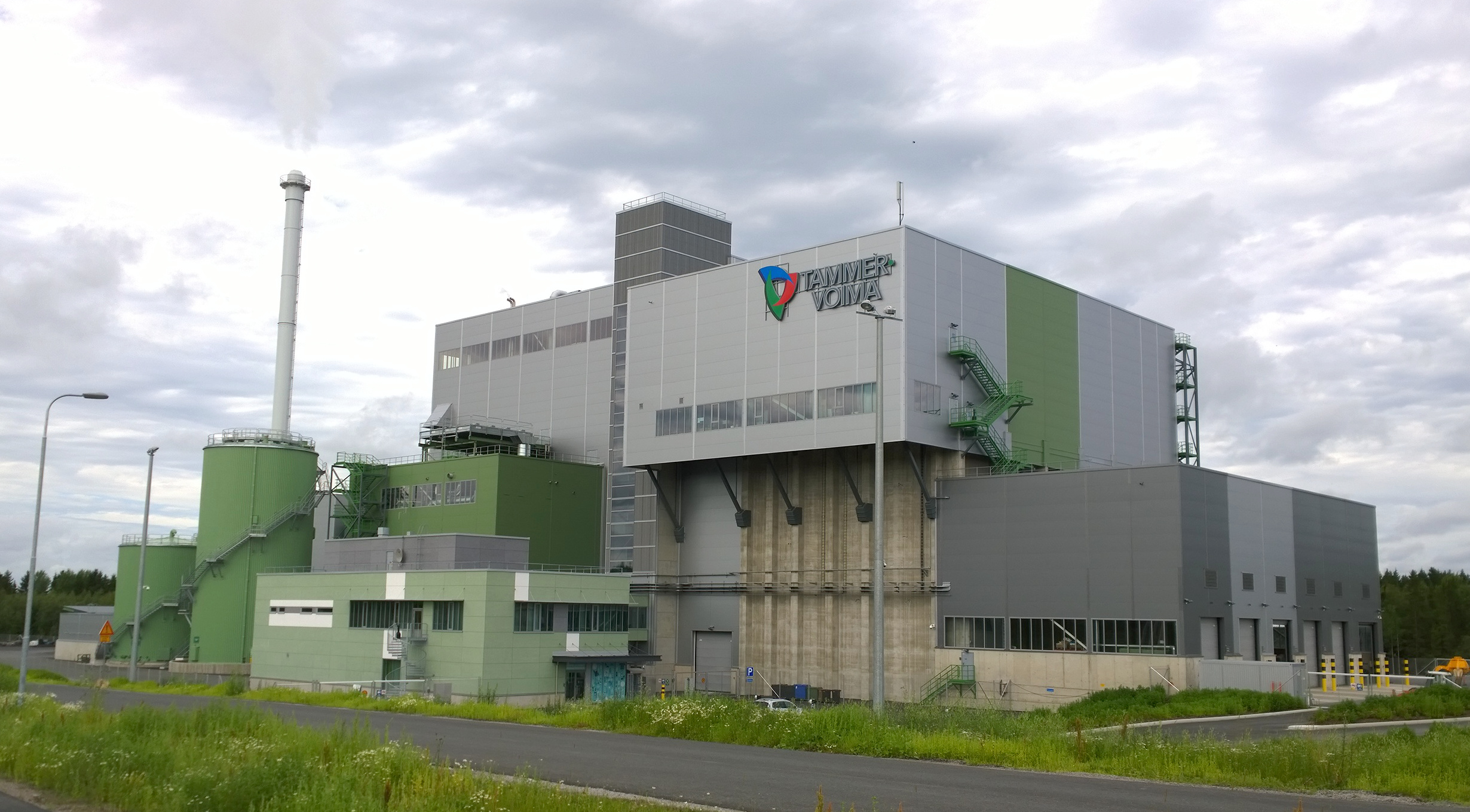
Usine d'incineration de Tarasteenjärvi.
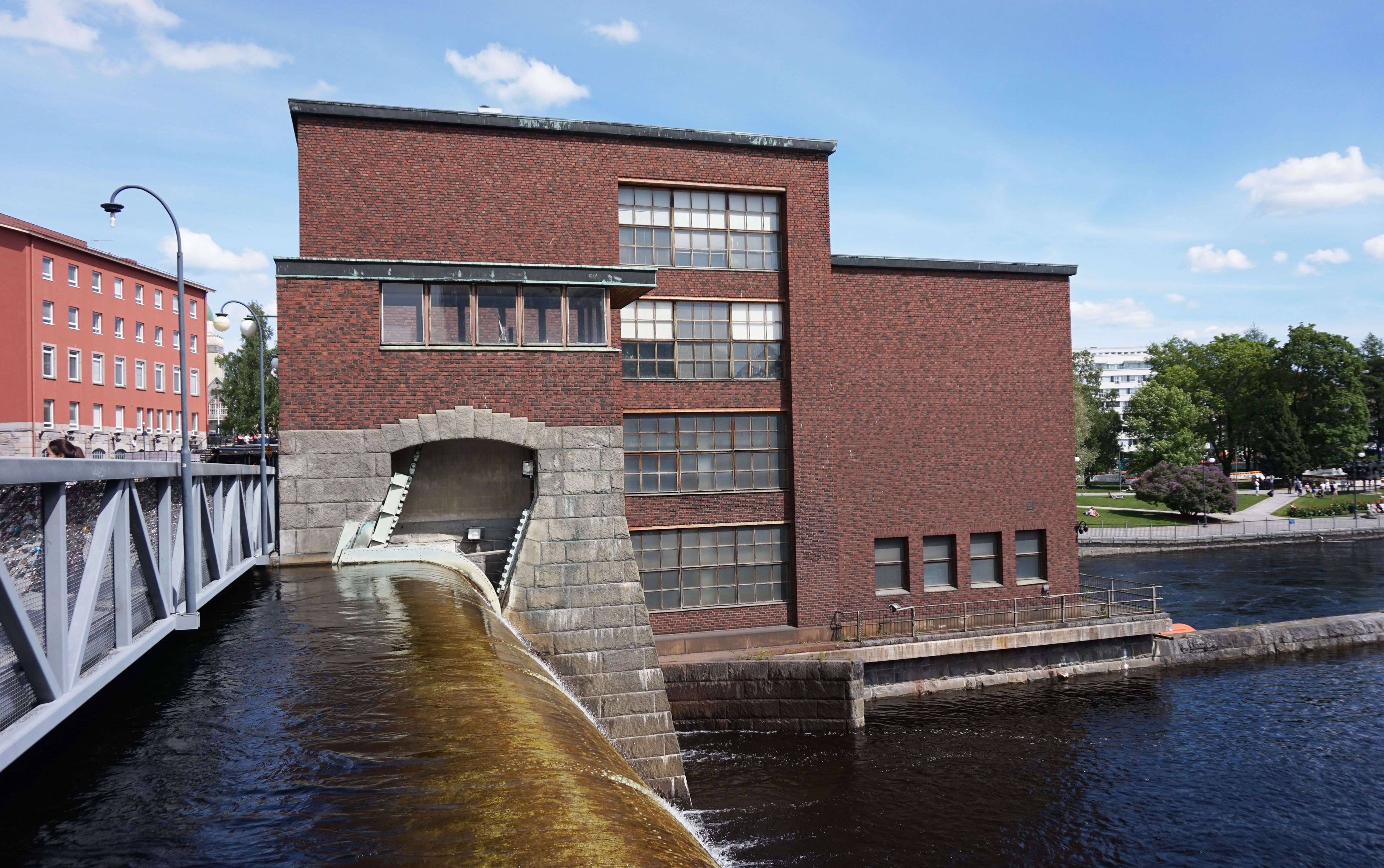
Centrale de la chute centrale.
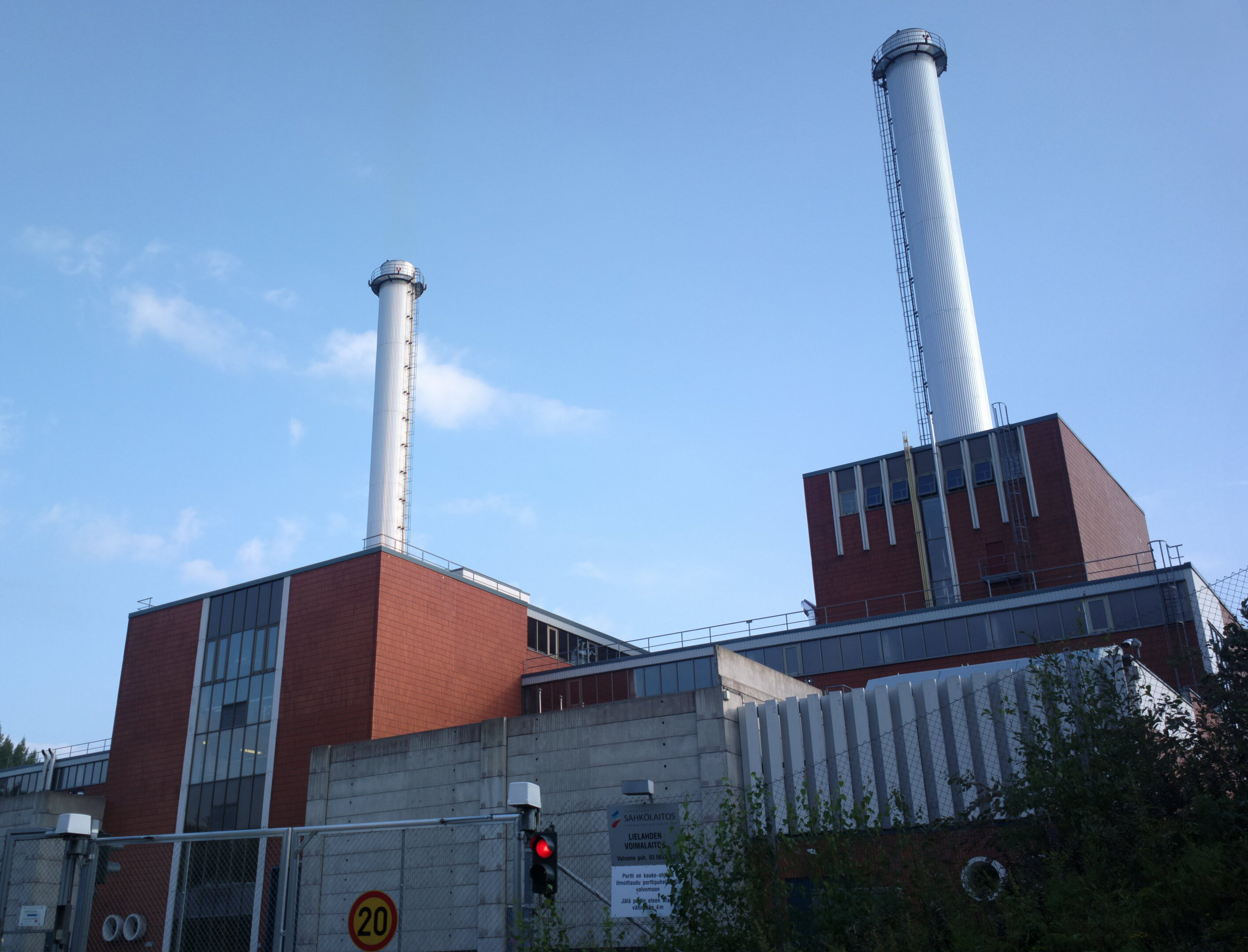
Centrale de Lielahti.
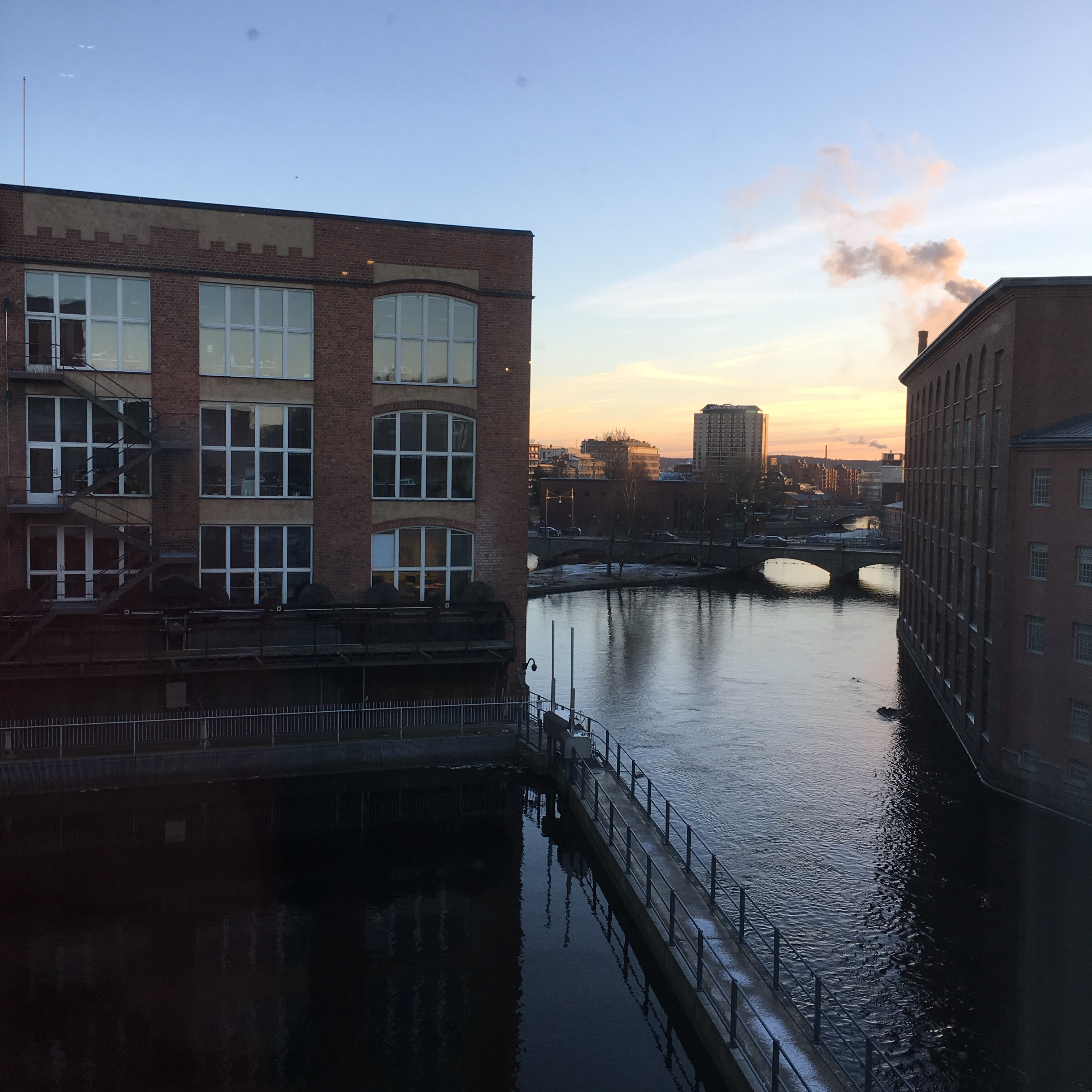
Centrale de Tampella.